# アルハンブラの思い出

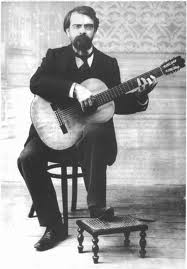
ギターを構えるタレガ

『アルハンブラの思い出』（スペイン語: Recuerdos de la Alhambra）は、スペインの作曲家・ギタリストのフランシスコ・タレガによるギター独奏のための性格的小品。原語の発音に近い『アランブラの思い出』という表記も多い。1896年作曲。
高度な演奏テクニックであるトレモロ奏法を活用した曲としても名高く、右手の薬指、中指、人差し指で一つの弦を繰り返しすばやく弾くことによりメロディを奏する。親指はバス声部と伴奏の分散和音を担当する。
クラシックギターでは、アグスティン・バリオス作曲『最後のトレモロ』『森に夢見る』と共に最も有名なトレモロ作品として数えられると共に、スペインにちなんだギター作品では最もポピュラーな作品である。